# Sânmihaiu de Câmpie (gmina)
Sânmihaiu de Câmpie – gmina w Rumunii, w okręgu Bistrița-Năsăud. Obejmuje miejscowości Brăteni, La Curte, Sălcuța, Sânmihaiu de Câmpie, Stupini i Zoreni. W 2011 roku liczyła 1459 mieszkańców.